# Jean Le Clerc (géographe)
Pour les articles homonymes, voir Jean Le Clerc et Le Clerc.
Jean Le Clerc, également connu sous le nom de Jean IV Le Clerc, Joannes Le Clerc, Johannes Le Clerc, Johannes Clericus ou Jean Leclerc, est un géographe, graveur, imprimeur et éditeur français baptisé le 16 août 1560 à Paris et décédé en 1621 ou 1624 probablement à Paris, qui travailla principalement à Paris.
En tant qu'huguenot, il dut fuir Paris vers 1588, en pleines guerres de Religion (1562-1598), et resta en France.
Jean Le Clerc développe une importante activité éditoriale grâce aux divers privilèges royaux que lui concèdent Henri IV et Louis XIII. Il collabore avec de nombreux graveurs et publie, entre autres, des portraits d'actualité et de la cartographie. L’une de ses œuvres les plus importantes fut la conception et la publication d’un atlas de la France.

## Biographie

### Famille
Jean Le Clerc est issu d'une famille parisienne d'imprimeurs et d'éditeurs. Il a pour père Jean III Le Clerc, et pour frère cadet l'imprimeur et éditeur David Le Clerc (1561–1613). Ses parrains sont le graveur François Desprez (1530–1587) et le peintre Jérôme Bollery (1532–1592). Il est marié à Frémine Ricard (ou Richard) avec qui il a un fils, Jean V Le Clerc (fin XVIe–1637) qui fut également imprimeur et éditeur.

### Activité

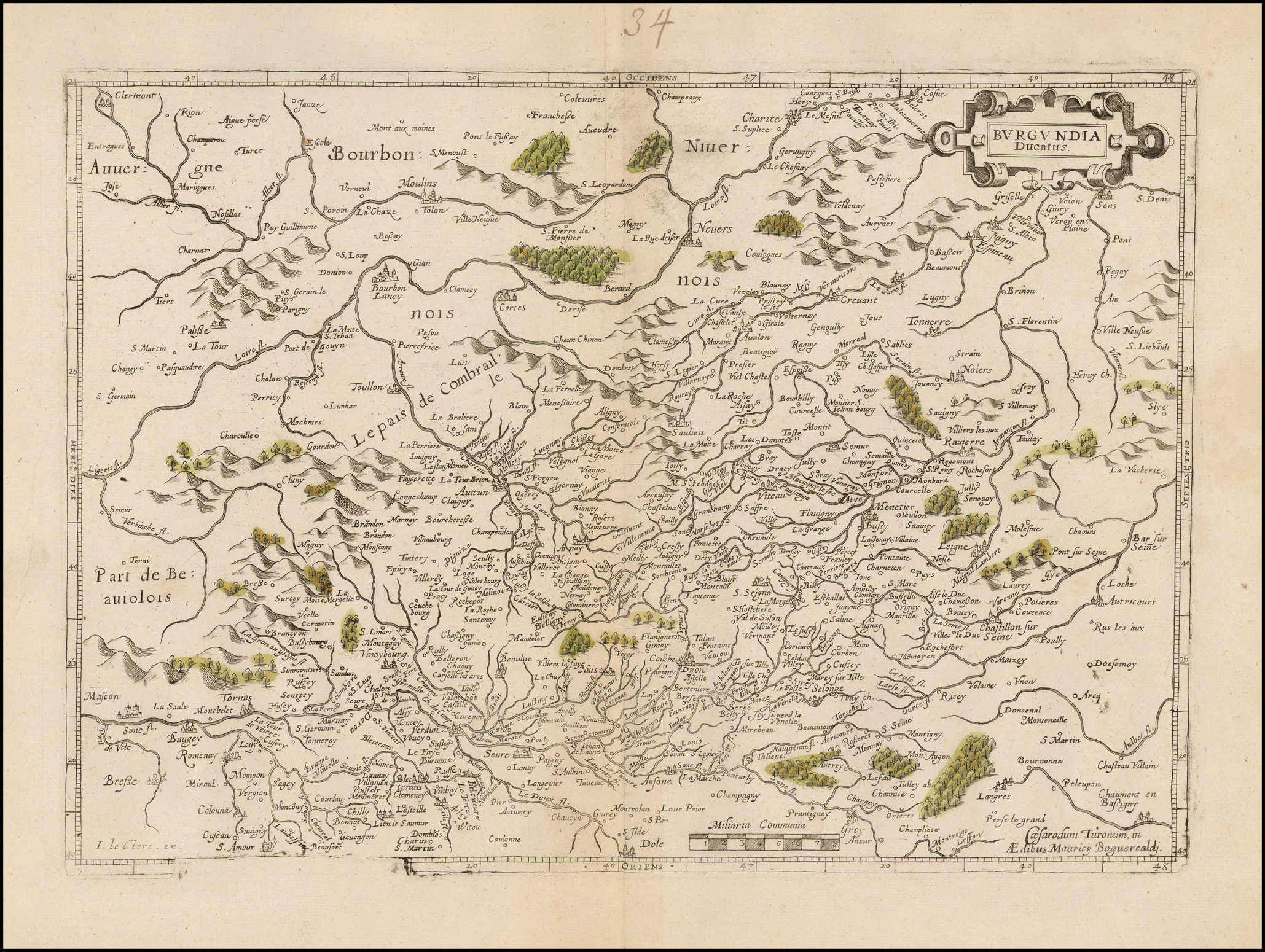
Burgundia Ducatus : Carte du duché de Bourgogne d'après l'atlas de Maurice Bouguereau révisée par Jean Le Clerc pour son atlas

L'œuvre de Jean Le Clerc est documentée dès 1587. Il habitait à cette époque était rue Chartière, à Paris. De 1590 à 1594, à cause des guerres de Religion, il vit comme réfugié à Tours et y travailla pour le cartographe et éditeur Maurice Bouguereau (XVe-1596), auteur du premier atlas de France. Jean Le Clerc a bénéficié plus tard de ces travaux lors de la création de son propre atlas.
Jean Le Clerc travaille ensuite à différentes adresses à Paris : jusqu'en 1610 rue Saint-Jean-de-Latran puis jusqu'à sa mort rue Saint-Jacques.
Jean Le Clerc a publié, entre autres, des gravures de Jacques Granthomme (1560-1613), Pierre Firens (1580-1636) et Léonard Gaultier (1561-1635) : feuilles individuelles représentant des portraits, cartes, événements contemporains, etc. En collaboration avec le graveur et éditeur hollandais Thomas de Leu (1560–1612), il publie - probablement en 1606 - un recueil d'œuvres sans titre représentant des scènes bibliques, allégories, pages de calendrier, etc. Outre les gravures des deux éditeurs, l'ouvrage, qui contient 179 illustrations, comprend également des œuvres de Justus Sadeler (1580–1620), Isaac Briot (1585–1670) et Nicolas Briot (1579–1646).
Le 20 décembre 1619, Jean Le Clerc reçoit le privilège royal, valable pour une durée de six ans, de graver les cartes des provinces de France et les portraits des patriarches et princes du peuple hébreu avec l'histoire chronologique.
En 1620, Jean Le Clerc publie l'atlas Le Théâtre géographique du Royaume de France, qui utilise à la fois des gravures récentes et anciennes sous la forme révisée de l'atlas Le Théâtre Francoys de Maurice Bouguereau. Les œuvres sont, parmi d'autres, de Jean Fayen (1530–1616), Jodocus Hondius (1563–1612), Salomon Rogiers (1592–1640) et Hugues Picart (1587–1664). L'atlas connait plusieurs éditions, qui ont été publiées après la mort de Jean Le Clerc par son fils Jean V Le Clerc.